# Xilinx ISE
Xilinx ISE (Xilinx Integrated Synthesis Environment，Xilinx 集成综合环境） 是一款由 Xilinx 开发的用于合成和分析 HDL 设计的软件工具。开发者可以使用 Xilinx ISE 综合（“编译”）自己的设计、执行时序分析、检查RTL图、仿真不同激励下的设计的响应，并使用编程器配置目标设备。
Xilinx ISE 是用于 Xilinx 的 FPGA 产品的设计环境，并与这些芯片的架构紧密联系，而不能用于其他厂家的 FPGA 产品。Xilinx ISE 主要用于电路综合和设计，而ISIM或 ModelSim 等逻辑模拟器则用于系统级测试。Xilinx ISE 附带的其他组件还包括嵌入式开发套件（EDK），软件开发套件（SDK）和 ChipScope Pro。
自2012年以来，Xilinx ISE 已被 Xilinx Vivado 代替，后者的功能与 ISE 相同，但还带有 SoC 开发的附加功能。Xilinx 于2013年10月发布了最终版本的 ISE（版本号为14.7），并声明“ ISE 已进入其产品生命周期的维持阶段，并且不再计划发布 ISE。” 

## 用户界面
ISE 的主要用户界面是项目浏览器（Project Navigator），其中包括设计层次结构（Sources）、源代码编辑器（Workplace）、输出控制台（Transcript）和流程树（Processes）。
Design（设计）层次结构由设计文件（模块）组成，其依赖关系由ISE解释并显示为树结构。单芯片设计中可能只有一个主模块，这类似于C ++程序中的main()主函数，该主模块包含了其他的子模块。设计约束包括设备引脚的配置和映射，这可在模块中指定。
Processes（流程）层次结构描述了ISE将在当前活动模块上执行的操作。其中包括编译功能、其他依赖的功能和其他实用程序。该窗口还会提示每个功能运行时出现的问题或错误。
Transcript 窗口提供当前正在运行的操作的状态，并告知工程师设计中的问题。显示的问题可以过滤，并只显示警告或错误。

## 仿真
Xilinx ISE 可以调用 ModelSim 或 ISIM 逻辑模拟器对模块执行系统级测试，测试时测试程序（也称 Test bench）需用 HDL 语言编写。测试程序可以模拟输入信号的波形，并用于观察、验证被测设备的输出情况。
ModelSim 或 ISIM 可用于执行以下类型的仿真：
- 逻辑验证：用于确保模块的工作结果符合预期
- 行为验证：用于验证模块的逻辑和时序问题
- 布局和布线后（Post-place & route）仿真：用于在模块的布局（placement）阶段后放置在 FPGA 的可重配置逻辑中后验证行为

## 逻辑综合
Xilinx 获得专利的综合算法可使设计的运行速度比其他程序快30％，并具有更高的逻辑密度，从而减少项目耗时和成本。
此外，由于FPGA架构（包括存储器模块和I/O模块）的复杂性不断提高，因此更为复杂的综合算法被开发出来，这种算法将不相关的模块分离为分片(slice)，从而减少了布局后（post-placement）阶段的错误。
Xilinx 和其他第三方供应商提供 IP 核，以实现系统级功能，例如数字信号处理 （DSP），总线接口，网络协议，图像处理，嵌入式处理器和外围设备。在将设计的实现从基于 ASIC 转换为基于 FPGA 的过程中，Xilinx 起到了一定作用。

## 版本
Subscription Edition 是 Xilinx ISE 的许可版本，该版本有一个免费的试用版供下载。
Web Edition 是 Xilinx ISE 的免费版本，可以免费下载和使用。它为有限数量的 Xilinx 器件提供综合和编程支持，其中不支持的设备大多都具有大量 I/O 引脚和大量型逻辑门矩阵的设备。该版本完全支持廉价的 Spartan 系列的 FPGA 和 CPLD，这意味着小规模开发者和教育机构无需承担开发使用的软件成本。
使用 Xilinx ISE 的 Web Edition 版本需要许可证注册，但该版本是免费的，也可以无限次更新。

## 设备支持

### 硬件支持
ISE 支持 Virtex、Spartan、Kintex、Zynq、Artix、XC9500和CoolRunner系列组件。

### 操作系统支持
Xilinx 官方版本支持 Microsoft Windows、Red Hat Enterprise 4, 5和6工作站版（包括32位和64位）以及 SUSE Linux Enterprise 11（包括32位和64位）。其他某些基于GNU/Linux 的发行版在进行一些修改或配置后可以运行 Xilinx ISE WebPack。这些发行版包括 Gentoo Linux，Arch Linux，FreeBSD 和 Fedora。